# Kalken
Kalken belga település Kelet-Flandria tartományban, Dendermonde körzetben található, közigazgatásilag Laarne városának része.

## Története
A település első említése 1170-ből, illetve utána 1213-ból származik, amikor még "Calkine" néven volt ismert. Későbbi névváltozatok: "Kalkine", "Calckene", "Calcken", "Kalkene" és végül a ma használt "Kalken".
Maurice Gysseling belga nyelvtörténész a Kalken név eredetét a "Kalekinion" szóban vélte megtalálni, amely eredetileg folyó vagy patak kanyarulatában épült települést jelentett. A folyó ebben az esetben a Scheldt, amely régebben a faluhoz közel folyt.
A falu területéből 1921-ben 410 hektár földet az újonnan létrehozott Beevelde településnek adott át. 1977-ben egyesült Laarne városával.
Kalken, Uitbergen, Schellebelle és Wetteren falvak között egy 800 hektáros, mocsaras terület található a Schedlt folyása mentén. A füves rétek között homokos dűnék található, ahol a belga természetvédelmi szövetség (Natuurreservaten v.z.w.) egy projektet indított az eredeti növény és állatvilág visszaállítása érdekében. A legfontosabb itt fészkelő madár a nagy goda (Limosa limosa), amely fokozottan védett, jellegzetes hívása leginkább tavasszal hallható.